# Episymploce popovi
Episymploce popovi är en kackerlacksart som beskrevs av Bei-Bienko 1957. Episymploce popovi ingår i släktet Episymploce och familjen småkackerlackor. Inga underarter finns listade i Catalogue of Life.